# Cornetu
Cornetu é uma comuna romena localizada no distrito de Ilfov, na região de Muntênia. A comuna possui uma área de 17.12 km² e sua população era de 4629 habitantes segundo o censo de 2007.